# Чамунда
Чаму́нда (IAST: Cāmuṇḍā), также известная как Чамунди (Chamundi) и Чарчика (Charchika), — грозная форма богини Шакти-Деви (Shakti Devi), или Дурги, божественной матери в индуизме. Чамунда выступает главенствующим божеством храма Чамунда-деви на берегах Бана Ганги в штате Химачал-Прадеш. Она является одной из девяти богинь, святыни которым разбросаны вдоль горного хребта Шивалик. Хотя каждая из богинь обладает индивидуальностью, все вместе они рассматриваются как проявления одной и той же богини Дурги. Собирательный миф о Чамунде берёт начало в «Деви-махатмья», санскритском тексте, описывающем несколько форм Дурги. Текст считается самым ранним и важнейшим литературным источником шактизма.
Седьмая книга «Деви-махатмья» повествует о том, как гнев богини Амбики принял форму ужасающей богини Кали. Она вступила в битву против верховных демонов Чанды и Мунди, которых она, в конечном счёте, обезглавила. Когда Чамунда принесла головы побеждённых демонов к ногам благостной Чандики, её стали называть «Чамунда». Считается, что битва с демонами произошла в местности Бана Ганга. Здесь богине поклоняются как Чамунде, хотя по божественным качествам она тождественна богине Кали.
Описания Чамунды различаются. Обычно её изображают с истощённым телом тёмного цвета и ужасающим усмехающимся лицом. На её запавшей груди висит гирлянда черепов (mundamala). Её единственным предметом одежды выступает шкура тигра. Её образ содержит от четырёх до десяти рук. В них богиня может держать барабан (дамару), трезубец (тришула), меч, отрезанную голову или чашу из черепа (капала). Чамунда часто изображается в позе лотоса на сидении из трёх черепов и с человеческим трупом (shava) в качестве подставки для ног. Чамунда входит в саптаматирика, группу семи божественных матерей. В то же время среди матрик и йогинь она считается независимой богиней. Символически Чамунда олицетворяет разрушение заблуждений, духовного невежества и негативных склонностей человека.